# John H. Boyd (fotograf)

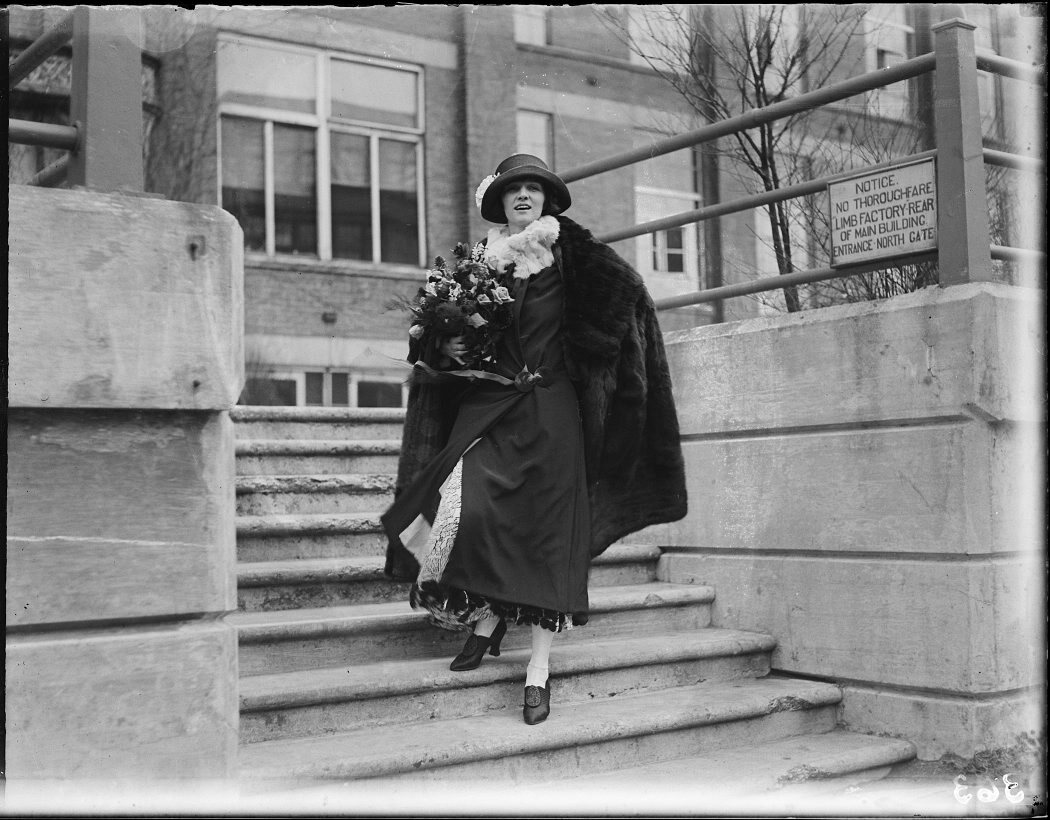
Irene Castle, Toronto, 1923

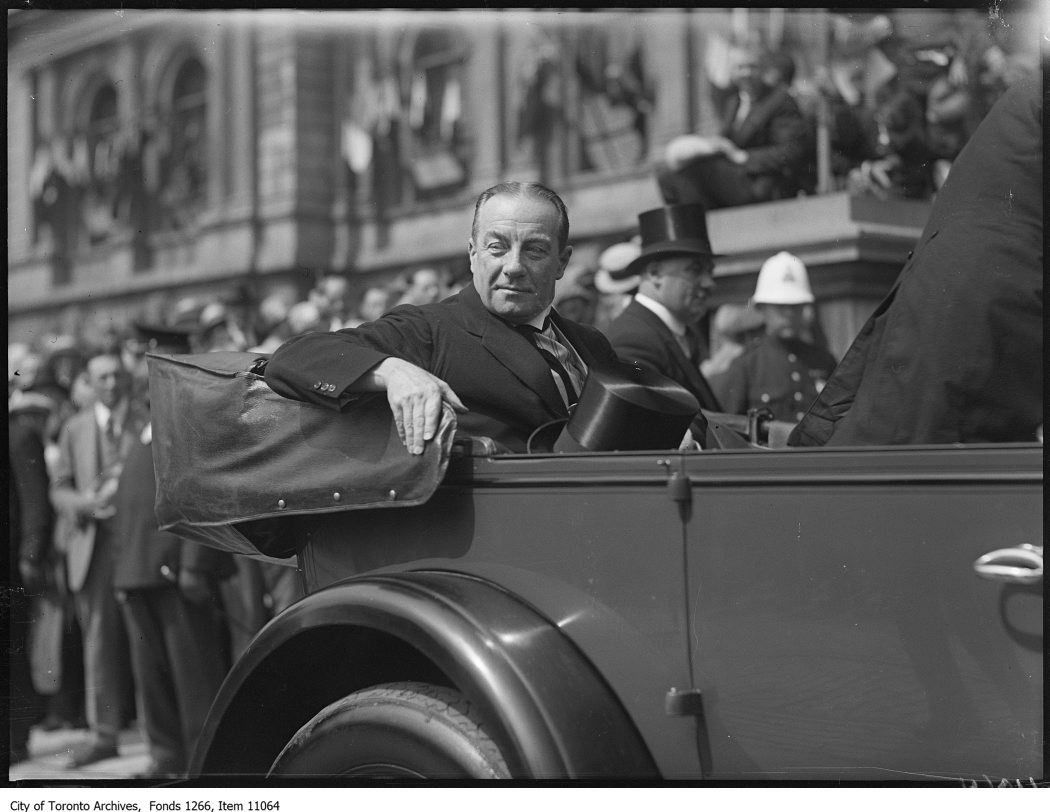
Stanley Baldwin, Montreal, 1927

John Harold Boyd (leden 1898, Toronto – 28. října 1971, také známý jako John Boyd Jr.) byl kanadský fotograf pracující pro The Globe and Mail se sídlem v Torontu, Ontario. Byl také zakládajícím členem a prvním prezidentem Asociace komerčních a novinářských fotografů Kanady.

## Životopis
Mike Filey, autor sloupku v Toronto Sun o historii Toronta, popsal Boyda jako technického inovátora, který upravoval a vylepšoval své fotoaparáty, což jim mimochodem dodávalo osobitý vzhled. Boyd byl prvním Kanaďanem, který fotografii přenesl elektronicky. Filey popsal Boyda jako pečlivého řemeslníka a správce záznamů, jehož deníky darované archivům města Toronto zaznamenaly počet, předmět a datum více než 100 000 negativů pro fotografie, které pořídil.

## Vzdělání
Otec umělce, John Boyd starší, byl vášnivým amatérským fotografem, který svého syna učil fotografii již v raném věku. Boyd Jr. poté absolvoval učňovskou školu v komerční firmě, než začal pracovat jako fotograf na volné noze pro zemědělské časopisy.

## The Globe and Mail
V prosinci 1922 byl najat deníkem Globe jako první (a v té době jediný) novinářský fotograf. Prvním úkolem Boyda Jr. na Globe bylo fotografování kolejí tramvají, které byly položeny před Union Station. U Globe pracoval i v době, když se v roce 1936 spojil s Mail and Empire a přejmenoval se na The Globe and Mail. Této práci se věnoval až do svého odchodu do důchodu v roce 1964.
Podle Roberta Landsalea, nejlepšího fotografa deníku, Boyd junior fotograficky dokumentoval celou řadu nejbouřlivějších událostí v kanadské historii a byl uznáván jako profesionál, který "by obětoval maximum, aby získal záběr". Byl také inovátorem a prvním osvojitelem vyvíjejících se fotografických technologií. Byl prvním zpravodajským fotografem, který používal zábleskové žárovky, byl první, kdo přenesl telefotografii pomocí přenosného vysílače. Byl také prvním novinářským fotografem, který psal své vlastní popisky, což je dovednost, kterou se naučil od svého otce.

## Galerie

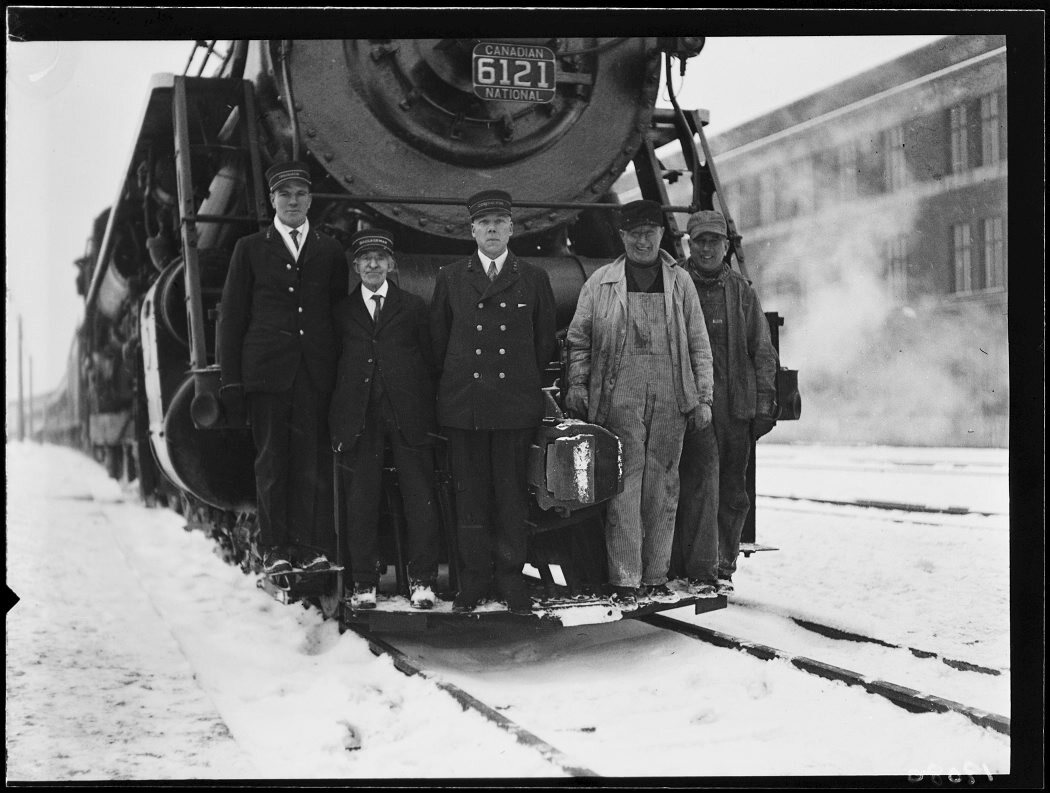
Canadian National Railways locomotive 6121, with crew
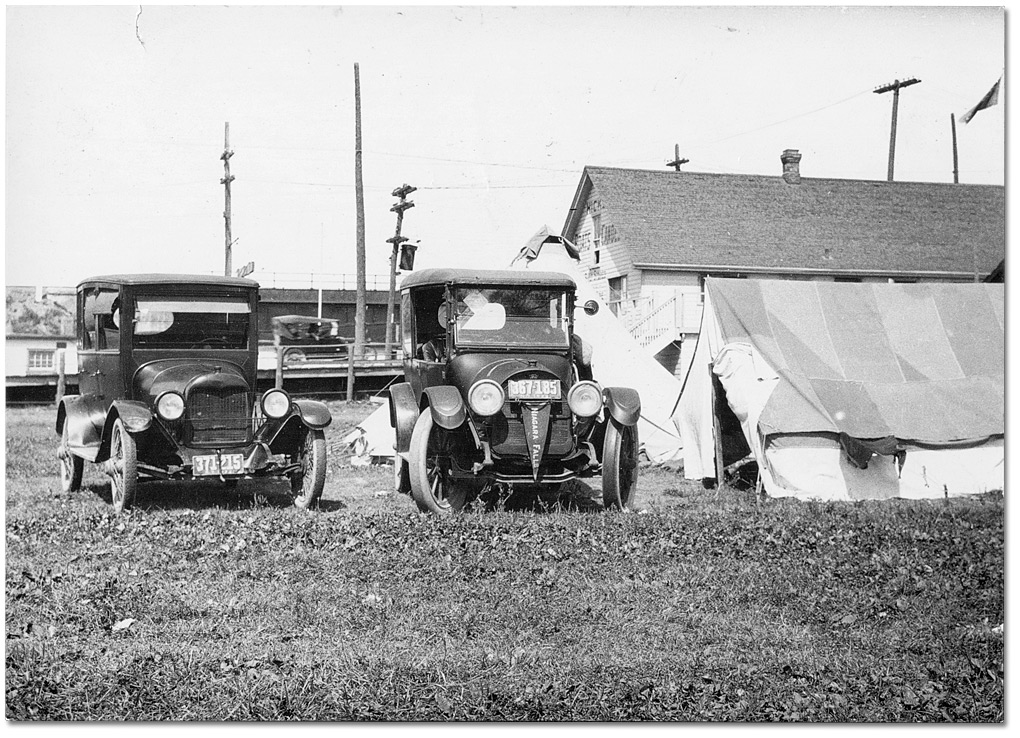
Toronto Motor Car Tourist Camp
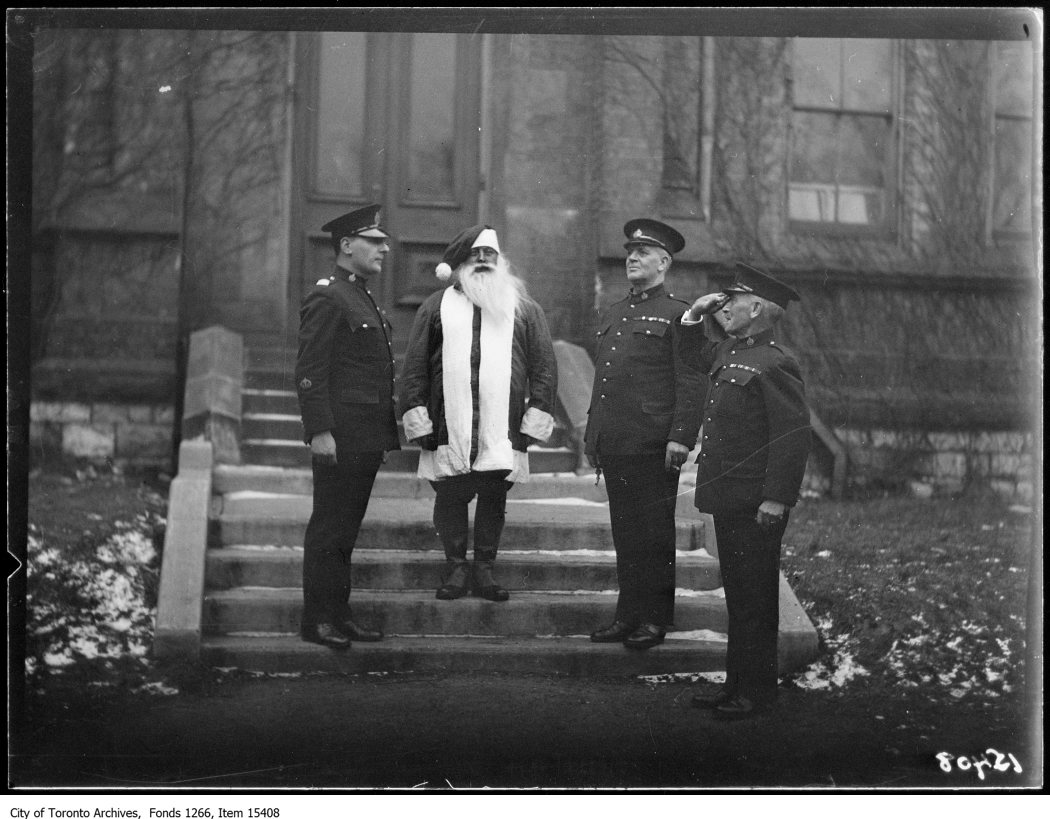
Toronto Regiment Christmas tea
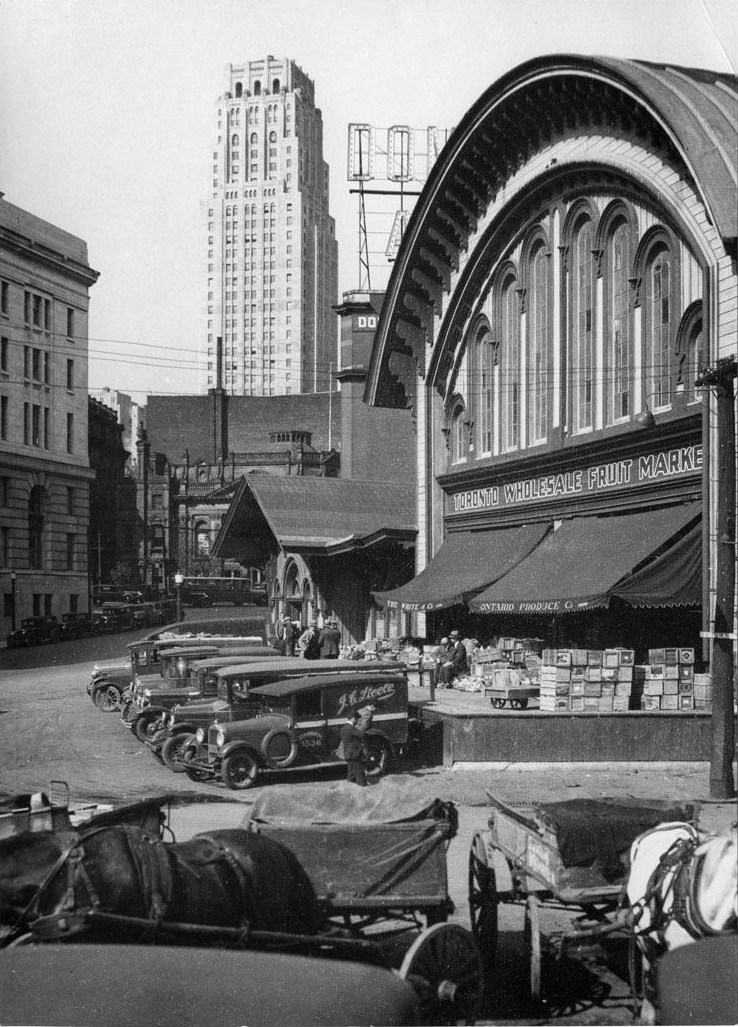
Toronto Wholesale Fruit Market
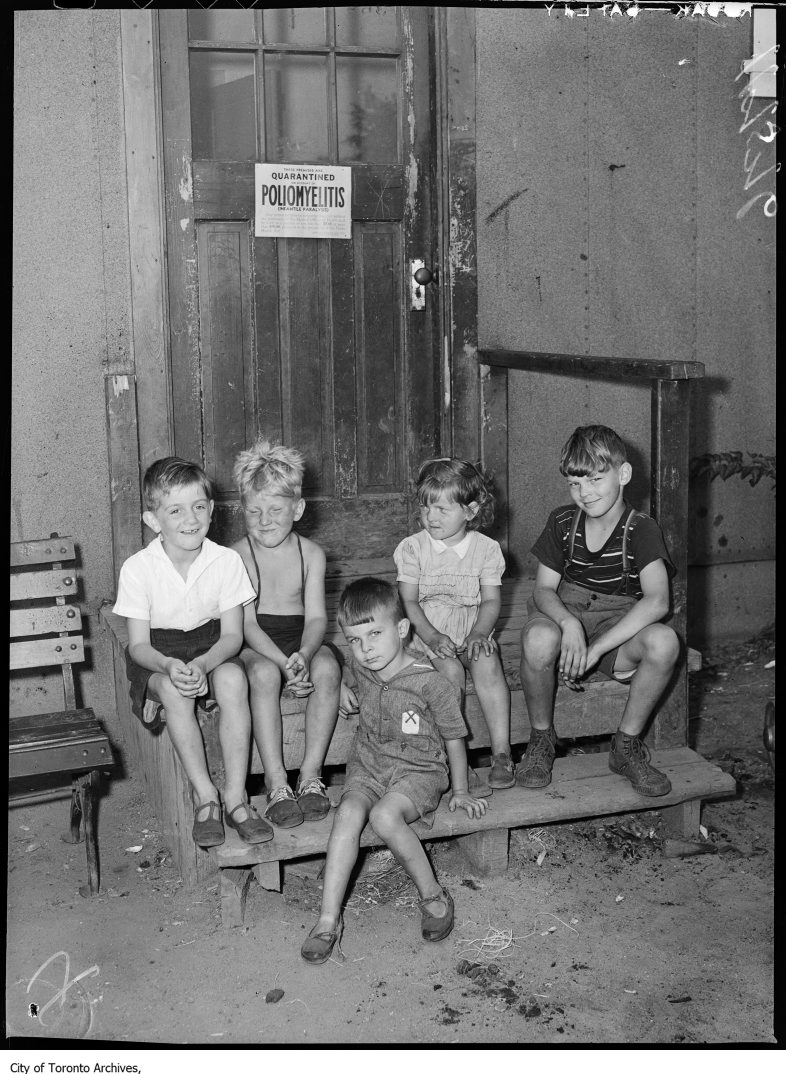
Stanley Barracks, kids on step, with polio sign on door
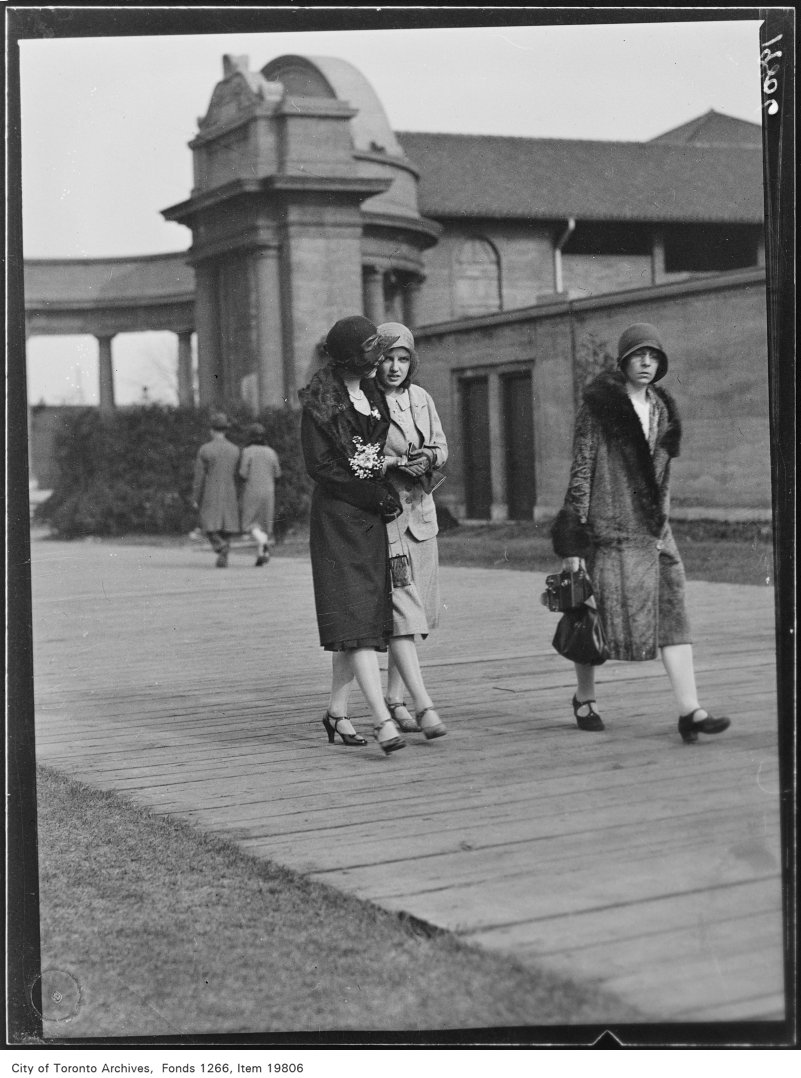
Sunnyside fashions
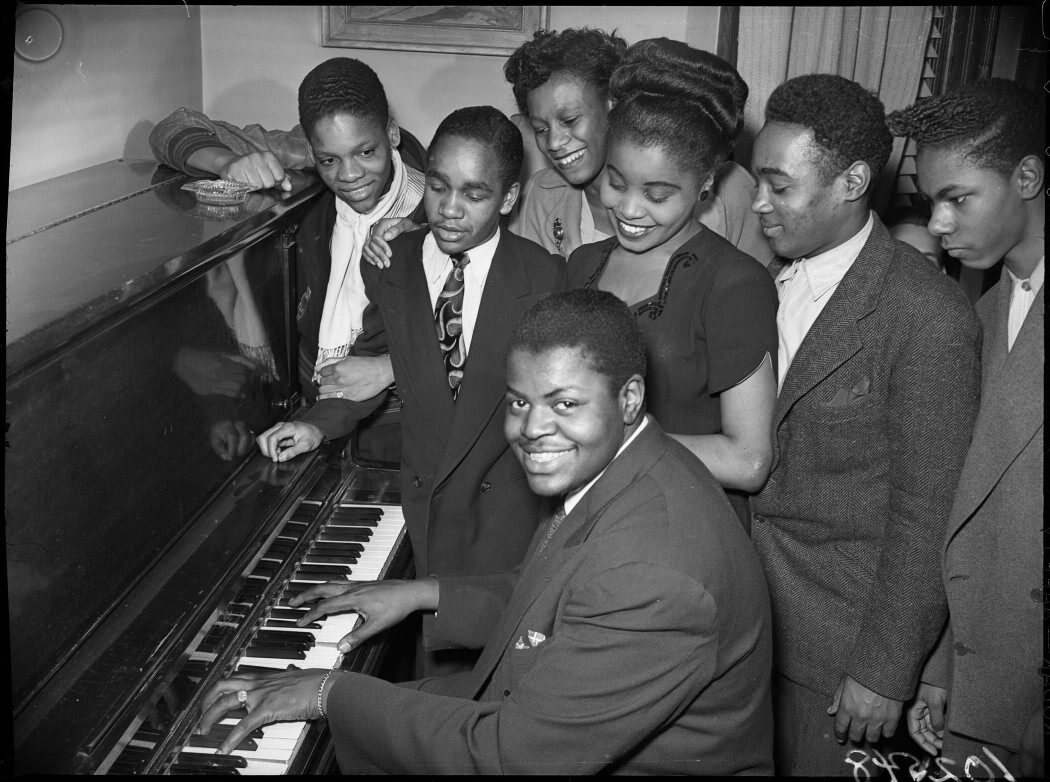
Oscar Peterson at Boys Club, 556 Bathurst Street
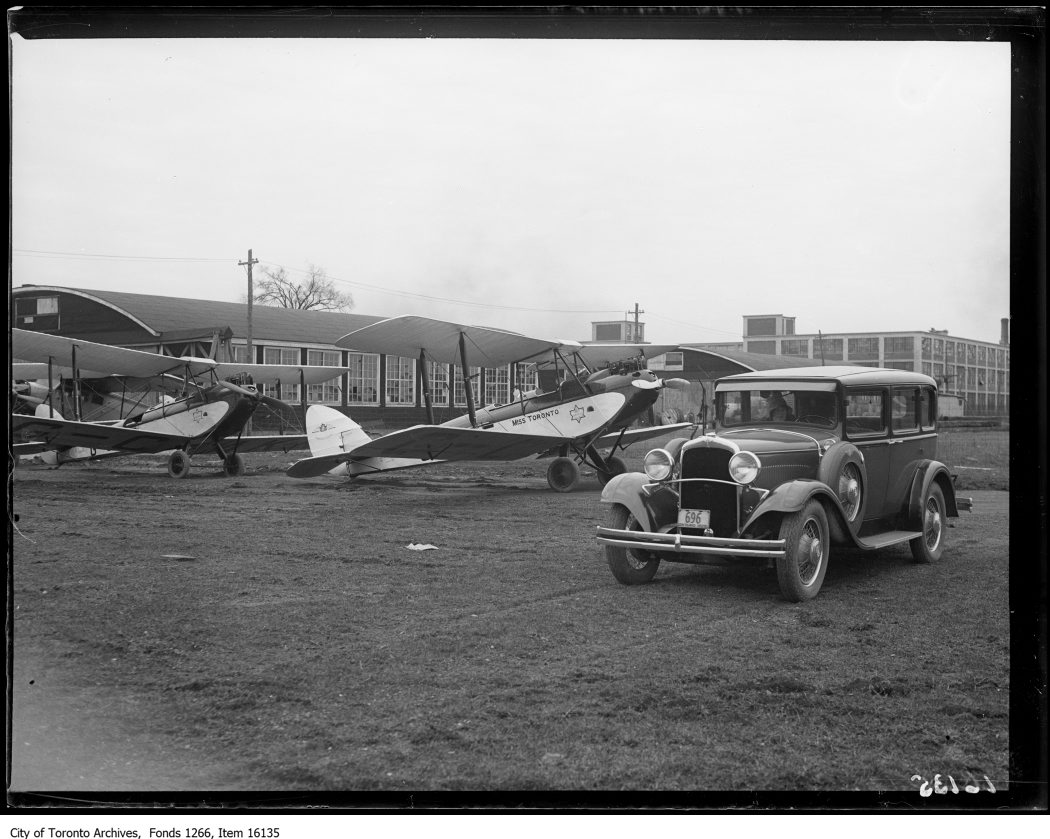
Leaside aerodrome
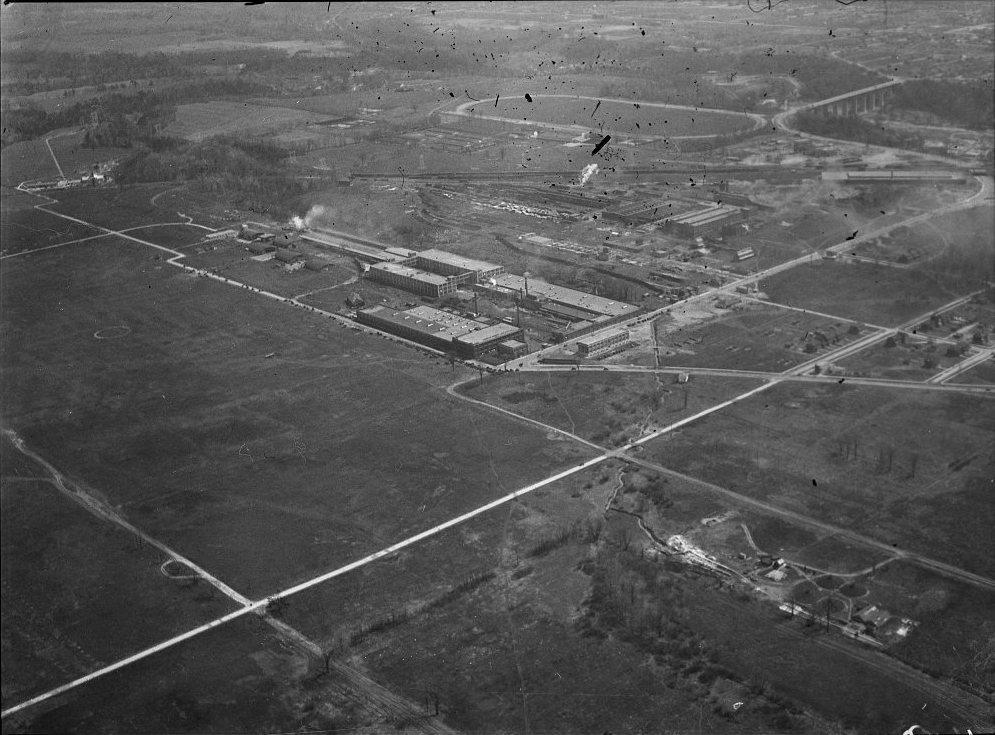
Leaside aerodrome from air
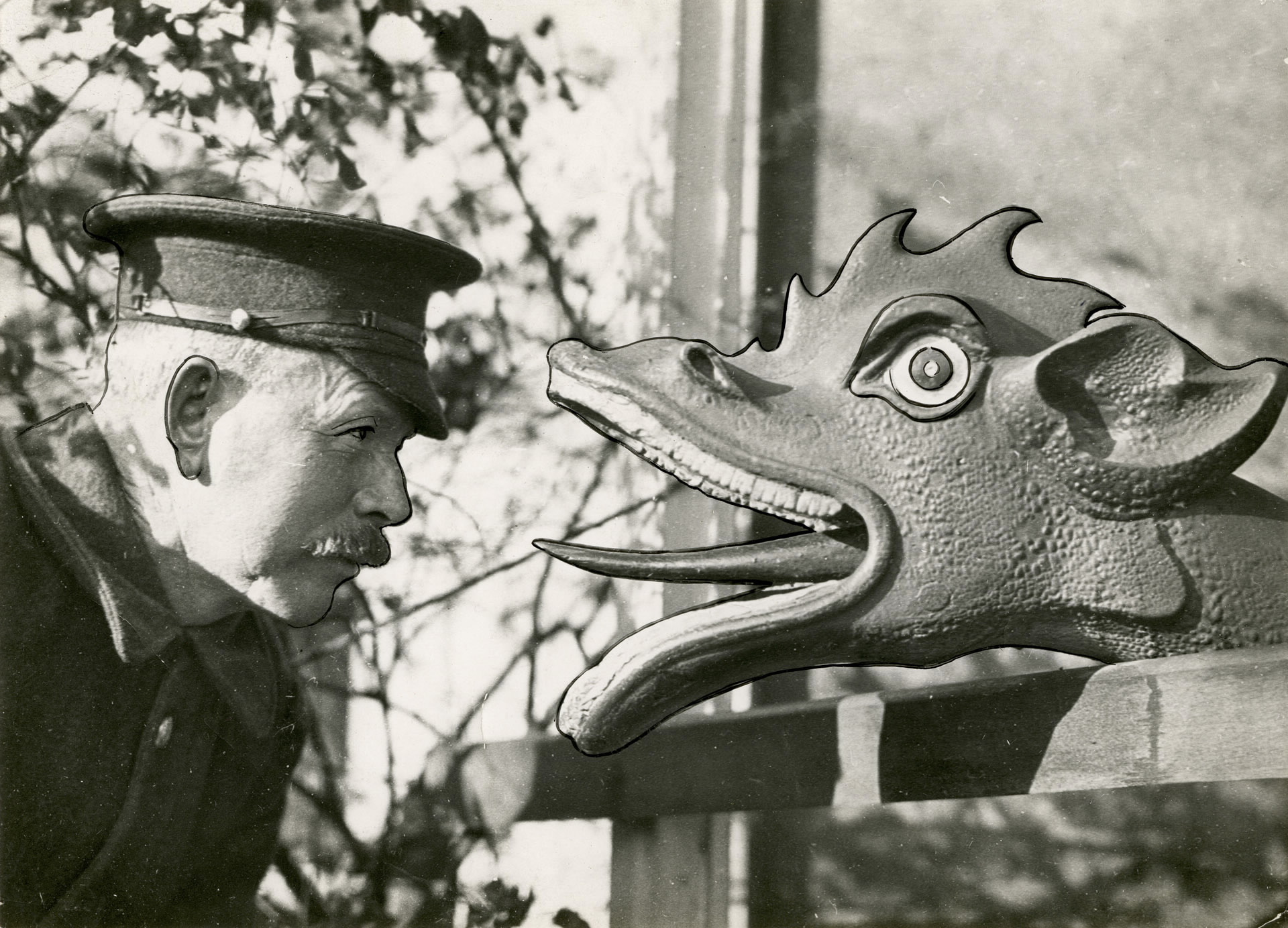
Howard, John George, "Colborne Lodge", High Park
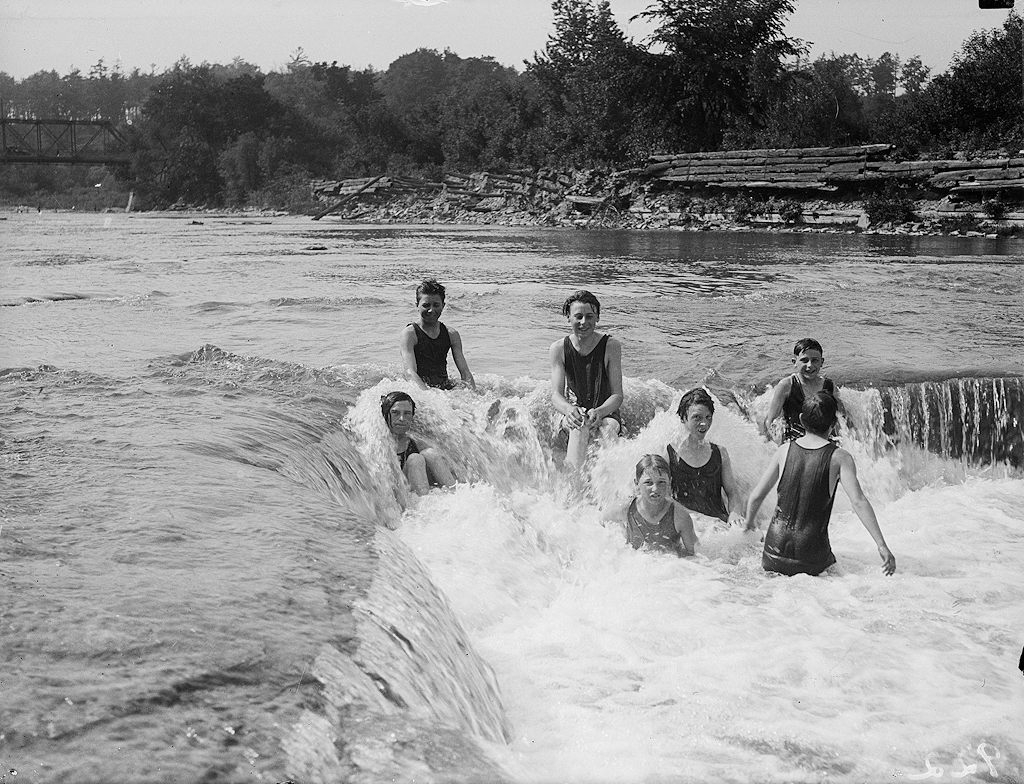
Humber River, boys under falls
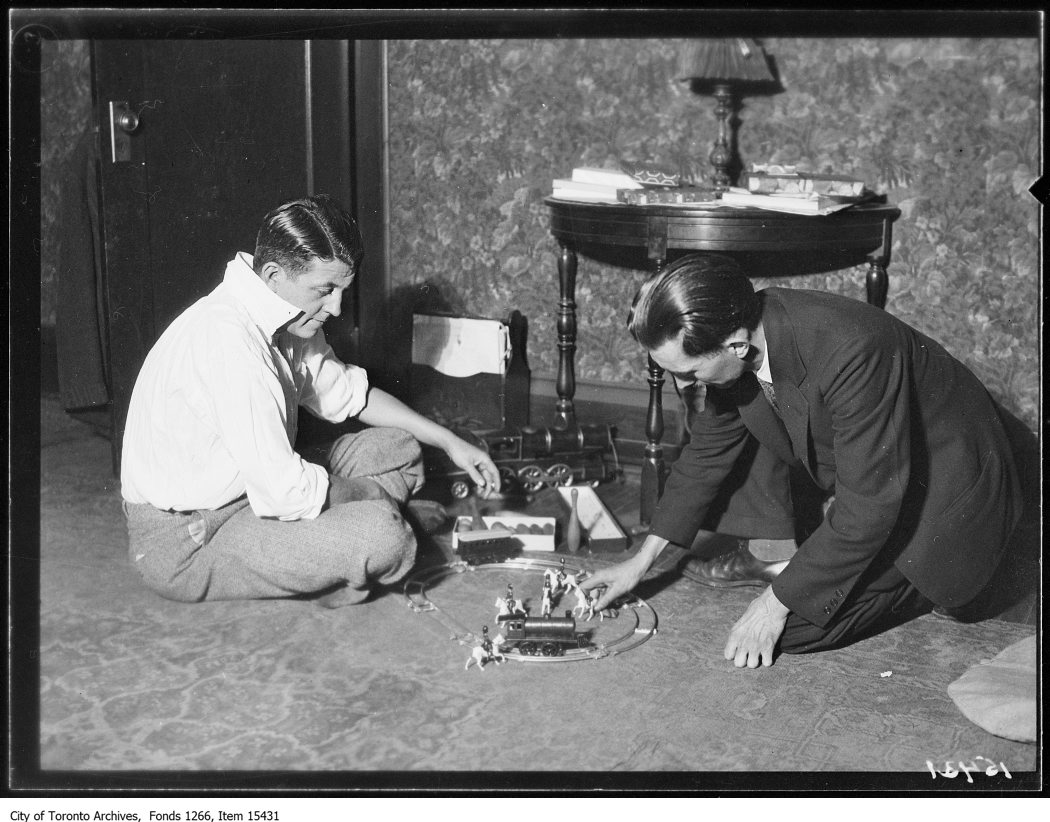
Christmas day, Ross Christie and John Boyd with train
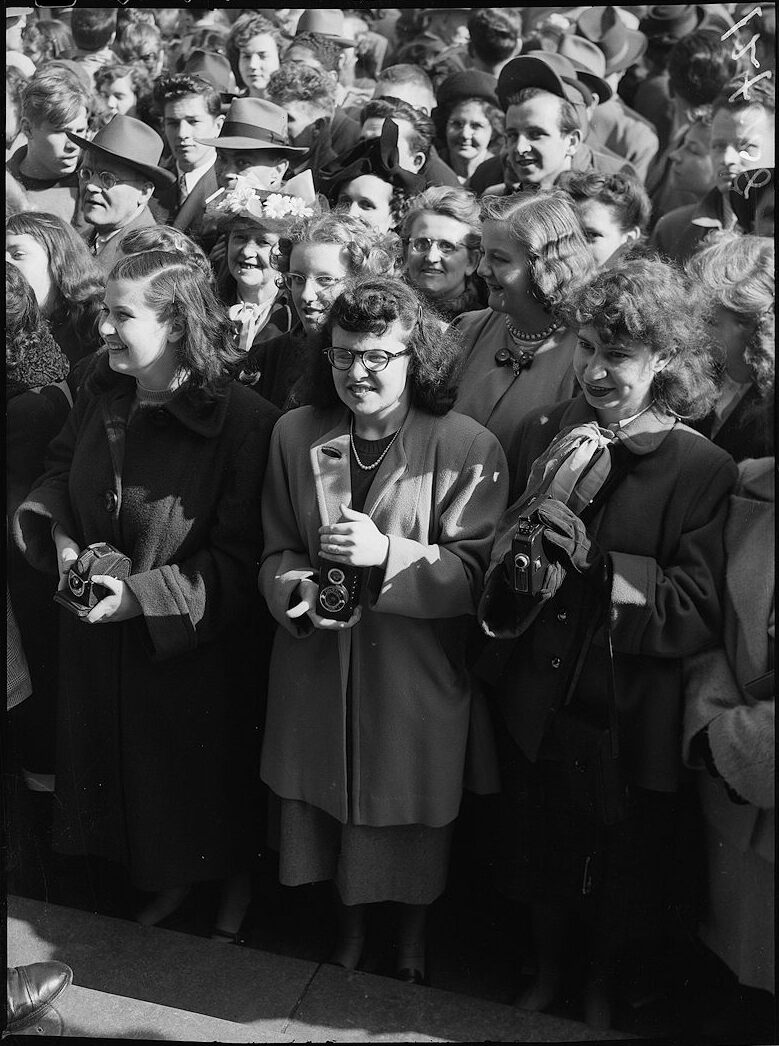
Civic welcome to Montreal hockey team